# Acalypha aliena
Acalypha aliena é uma espécie de flor do gênero Acalypha, pertencente à família Euphorbiaceae.